# 1669 Dagmar
1669 Dagmar (1934 RS) là một tiểu hành tinh vành đai chính được phát hiện ngày 7 tháng 9 năm 1934 bởi Reinmuth, K. ở Heidelberg.